# 高向玄理
高向 玄理（たかむこ の くろまろ- 白雉5年〈654年〉）は、飛鳥時代の学者。名は黒麻呂とも記される。姓は漢人のち史。冠位は大錦上。

## 出自
高向氏（高向村主・高向史）は応神朝に阿知王と共に渡来した七姓漢人の一つ段姓夫（または尖か）公の後裔で、魏の文帝の末裔を称する渡来系氏族。一説では東漢氏の一族とする。高向の名称は河内国錦部郡高向村（現在の河内長野市高向（たこう））の地名に由来する。

## 経歴
遣隋使・小野妹子に同行する留学生として聖徳太子が選んだと伝えられており、推古天皇16年（608年）に南淵請安や旻らと共に隋へ留学する。なお、留学中の推古天皇26年（618年）には、隋が滅亡し唐が建国されている。舒明天皇12年（640年）に30年以上にわたる留学を終えて、南淵請安や百済・新羅の朝貢使と共に新羅経由で帰国し、冠位一級を与えられた。
皇極天皇4年（645年）の乙巳の変後、旻と共に新政府の国博士に任じられる。大化2年（646年）遣新羅使として新羅に赴き、新羅から任那への調を廃止させる代わりに、新羅から人質を差し出させる外交交渉を取りまとめ、翌647年（大化3年）に新羅王子・金春秋を伴って帰国し、金春秋は人質として日本に留まることとなった（この時の玄理の冠位は小徳）。大化5年（649年）に八省百官を定めた。白雉5年（654年）遣唐使の押使として唐に赴くこととなり、新羅道経由で莱州に到着し、長安に至って3代目皇帝・高宗に謁見するものの病気になり客死した。謁見の際、郭丈挙という役人から「日本国の地里」と「国の初めの神の名」を尋ねられて応答したが、日本が革命の国ではなく神に始まる国であると主張した古い記録として注目される。

## モデルとしたマスコット
河内長野市では、玄理自身を現在の河内長野市高向の出身として、玄理をモデルにしたマスコットのくろまろくんを作っており、河内長野市立ふるさと歴史学習館の愛称「くろまろ館」にも使用されている。